# Opština Karbinci

Znak opštiny Karbinci

Opština Karbinci je jednou z 11 opštin Východního regionu a také současně jednou z 80 opštin v Severní Makedonii. Rozkládá se zhruba uprostřed regionu. Rozloha je 229,7 km² a v roce 2002 zde žilo 4012 obyvatel. Správním centrem opštiny je vesnice Karbinci.

## Popis
Opštinu tvoří celkem 29 vesnic, jimiž jsou:
| - Argulica - Batanje - Vrteška - Golem Gaber - Gorni Balvan - Gorno Trogerci - Dolni Balvan - Dolno Trogerci - Ebeplija - Januzlija | - Kalauzlija - Karbinci - Kepekčelija - Kozjak - Krupište - Kurfalija - Kučilat - Kučica - Mal Gaber - Mičak | - Muratlija - Nov Karaorman - Odjalija - Pripečani - Prnalija - Radanje - Ruljak - Tarinci - Crvulevo |

V opštině není žádné město.
Sousedními opštinami jsou:

Opština Karbinci

Probištip, Češinovo-Obleševo a Zrnovci na severu, Radoviš na východě a Štip na jihu a na západě.

## Poloha
Území opštiny je úzké a protáhlé ve směru zhruba od severozápadu k jihovýchodu. Největší část území na západě se rozkládá v nížině při řece Bregalnica, s nadmořskou výškou od 300 do 500 m. Jihovýchodní část ale leží na úpatí a v pohoří Plačkovica, kde nadmořská výška dosahuje až 1650 m.

## Demografie
Podle posledního sčítání lidu z roku 2021 žije v opštině 3 920 obyvatel. Etnickými skupinami jsou:
- Makedonci - 2 159 (63,13 %)
- Turci - 857 (25,06 %)
- ostatní - 404 (11,81 %)

## Doprava
V západní části opštiny prochází zhruba od severu k jihu hlavní silnice s označením A3, která umožňuje spojení s městy Kočani a Štip. K jihozápadu opštiny vede jen jediná silnice s označením R 2431, která končí vysoko v horách.
Územím opštiny prochází železniční trať, v podstatě souběžně s hlavní silnicí A3. Na trati je v opštině jediná železniční stanice ve vesnici Dolni Balvan.